# Kodžiki
Kodžiki (古事記, »Poročilo o starodavnih zadevah«, tudi Furukotofumi) je najstarejša razpoložljiva kronika na Japonskem. V letih 711-712 jo je sestavil O no Jasumaro po naročilu cesarice Genmei. Kodžiki je zbirka mitov v obliki pesmi o izvoru japonskih otokov in kamijev. Skupaj z zgodbami Nihon Šokija so miti navdih za mnoge prakse, ki so bile kasneje prilagojene za versko obredje v šintoizmu. V Obdobju Edo jih je v delu Kodžiki-den (古事記伝, "komentar h Kodžikiju"). preučeval Motoori Norinagi z namenom razločitve takratnega sodobnega verovanja na njegove izvorne in dodane budistične elemente.

## Zgradba
Kodžiki vsebuje razne pesmi in pesnitve. Napisana je s kitajskimi pismenkami v man'jogani, pogostem sistemu pisanja v stari japonščini. Sestavljena je iz treh delov:
- Kamicukami (上巻 »prva knjiga«, tudi 神代巻 Kamijo no maki »knjiga epohe bogov«) vsebuje predgovor, osredotoča se na božanstva stvarjenja in rojstvo raznih božanstev v epohi bogov. Orisani so miti glede ustanovitve Japonske. Ninigi no Mikoto, vnuk boginje Amaterasu, praded cesarja Džinmuja je sestopil iz nebes v Takačihonomine na Kjušuju in postal prednik japonske cesarske linije.
- Nakacukami (中巻, »srednja knjiga«) pove zgodbo prvega cesarja Džinmuja in njegovo osvojitev Japonske, konča se pri petnajstem cesarju, Odžinu. Knjiga je zelo skopa s podrobnostmi iz življenj drugega do devetega cesarja. Veliko zgodb iz te knjige je mitoloških in točnost zgodovinskih informacij je dvomljiva. Nedavne študije podpirajo pogled, da so bili izmišljeni, da se je vladavina cesarja Džinmuja prestavila v leto 660 pr. n. št.
- Šimocumaki (下巻, »spodnja knjiga«) dokumentira življenja šestnajstega do triintridesetega cesarja, za razliko od prejšnjih dveh knjig je njihov stik z božanstvi omejen. Informacije o 24.-33. cesarju večinoma manjkajo.